# Lycianthes starbuckii
Lycianthes starbuckii är en potatisväxtart som beskrevs av E.A. Dean. Lycianthes starbuckii ingår i Himmelsögonsläktet som ingår i familjen potatisväxter. Inga underarter finns listade i Catalogue of Life.